# Droga wojewódzka nr 422
Droga wojewódzka nr 422 (DW422) – droga wojewódzka o długości 9,2 km, leżąca na obszarze województwa opolskiego. Trasa ta łączy Błażejowice z wsią Przewóz. Droga nie posiada ciągłości - nie jest możliwy przejazd przez Odrę (w latach 1945-47 znajdował się tutaj drewniany most, a do 1975 roku kursował prom). Po drugiej stronie Odry droga biegnie w Dziergowicach.
Droga leży na terenie  powiatu kędzierzyńsko-kozielskiego.

## Miejscowości leżące przy trasie DW422

### odcinek po zachodniej stronie Odry
- Błażejowice (DW421)
- Łany
- Dzielnica (DW427)
- Przewóz

### odcinek po wschodniej stronie Odry
- Dziergowice (DW425)